# Чужие на районе
«Чужие на районе» (англ. Attack the Block, «Атакуй квартал») — британский фантастический фильм режиссёра Джо Корниша, вышедший на экраны в 2011 году. Дебютный полнометражный фильм режиссёра был спродюсирован Эдгаром Райтом, а одну из ролей в нём сыграл постоянный актёр Райта Ник Фрост. 
Фильм, действие которого происходит в окрестностях многоквартирного дома в Южном Лондоне, рассказывает о столкновении группы подростков с агрессивными монстрами из космоса и сочетает элементы фильма об инопланетном вторжении и молодёжной комедии.

## Сюжет
Вечером пятеро подростков из Брикстона грабят на улице медсестру Сэм (Саманту), которая возвращается домой. В это время рядом с ними падает с неба что-то наподобие метеорита, пробивая кабину машины. Когда главарь группы по имени Мозес залезает в машину, оттуда вырывается зубастое безглазое и безволосое существо размером с собаку и царапает ему лицо. Сэм тем временем убегает. Ребята преследуют существо и убивают его, а потом идут к их знакомому Рону, который, по их мнению, может определить, что за зверь на них напал. У Рона, в квартире которого находится небольшая плантация конопли, в гостях оказывается его друг Брюис, а также местный наркодилер Хай-Хэтц. Ни Рон, ни Брюис не могут определить, что за зверя убили ребята, и те решают, что на них свалился пришелец из космоса. Хай-Хэтц тем временем предлагает Мозесу работать на него и даёт ему немного наркотиков на продажу.
Вдруг все замечают в окно, что с неба падает ещё несколько подобных «метеоритов». Поскольку дело происходит в ночь фейерверков, они не вызывают подозрения у жителей. Однако Мозес и его друзья, понимая, что это такие же пришельцы, как и в первом случае, объявляют на них охоту и бегут на улицу, вооружаясь холодным оружием, бейсбольными битами и ракетами для фейерверков. На пустыре, куда попал один из «метеоритов», они видят гораздо большее по размеру чёрное мохнатое чудище с флуоресцирующей зубастой пастью, которое съедает собаку Денниса и бежит за ними. Ребята уезжают на велосипедах, однако Мозеса по дороге хватают полицейские, которые вместе с Сэм ездят по району, разыскивая её грабителей. Мозеса в наручиниках сажают в машину, однако появляются уже два монстра и убивают полицейских. Остальные ребята спешат на помощь Мозесу.
Убежав от монстров на полицейской машине, они останавливаются в подземном гараже, где врезаются в машину Хай-Хэтца. Тот в гневе, однако в это время один из монстров появляется и загрызает спутника Хай-Хэтца, последний расстреливает монстра из пистолета. Убегая от монстров, Биггз залезает в мусорный бак, а четверо ребят прячутся в подъезде. Преследующий их монстр кусает за ногу Язву, и все бегут наверх по лестнице. По иронии судьбы, в этот момент в свою квартиру на втором этаже возвращается Сэм и, увидев её, все ребята прячутся в её квартире. Она не рада этому, однако ей приходится перевязать ногу Язве. Врывается один из монстров, и Мозес убивает его японским мечом Денниса. Сэм присоединяется к ребятам и покидает квартиру, решив, что они представляют меньшую опасность, чем инопланетные чудища.
Компания поднимается наверх в квартиру знакомой девочки, где на двери есть железная решётка. Тиа сидит дома с тремя подружками, которые со смехом слушают историю о чудищах, как вдруг замечают на балконе двух пришельцев. Те тут же врываются внутрь и убивают Денниса. Ребятам удаётся убить обоих зверей подручными средствами. Девочки обвиняют Мозеса в том, что всё происходит из-за него, потому что чудища словно специально идут именно туда, где находится он. Все убегают из квартиры, куда ломятся новые монстры. В коридоре появляется Хай-Хэтц с двумя друзьями, который пришёл отомстить Мозесу, но из-за нападения монстра они прячутся в лифте, куда прыгает и монстр. Этот лифт приезжает на этаж Рона, от которого как раз уходит Брюис: он видит, что в лифте убитый монстр, два окровавленных трупа и живой, но тоже весь в крови Хай-Хэтц с пистолетом. Позже Брюис натыкается на Мозеса, Язву, Джерома и Сэм, которые решают спрятаться в комнате с коноплёй, «самом безопасном месте» в доме. Монстр утаскивает Джерома, остальные заходят к Рону, где их уже поджидает Хай-Хэтц. Однако толпа монстров вваливается через окно и набрасывается на Хай-Хэтца. Остальные прячутся в комнате с коноплёй. Там при свете ультрафиолетовых ламп Мозес замечает, что на его одежде видны следы от прикосновения к первому монстру, которого он убил. Брюис предполагает, что это феромон, и что именно на этот след и идут мохнатые монстры, которые, вероятно, являются самцами, тогда как первый был самкой.
Считая себя виновным во всём произошедшем, Мозес хочет сам уничтожить монстров. Сэм, на которой нет следов, привлекающих пришельцев, проходит в квартиру Мозеса и открывает там двери и газ. Мозес, прикрепив сзади труп монстра-«самки», бежит в квартиру, увлекая за собой всех монстров, и бросив там труп, поджигает петарду. Монстры погибают при взрыве, Мозесу удаётся спастись на балконе. Мозеса, Язву, Брюиса и Рона арестовывает полиция. Сэм говорит полицейскому, что не имеет претензий к ребятам, потому что они соседи и они защищали её.

## В ролях
- Джон Бойега — Мозес
- Джоди Уиттакер — Сэм
- Алекс Эсмейл — Язва
- Франц Драмех — Деннис
- Лион Джонс — Джером
- Саймон Ховард — Биггз
- Люк Тредэвэй — Брюис
- Джумэйн Хантер — Хай-Хэтц
- Ник Фрост — Рон

### Русский дубляж
В озвучивании фильма приняли участие звезды телесериала «Реальные пацаны»: Николай Наумов (Хай-Хэтц), Зоя Бербер (Сэм), Антон Богданов и Владимир Селиванов (Брюис).

## Критика
Фильм получил высокие оценки кинокритиков. На онлайн-агрегаторе Rotten Tomatoes собрано 184 рецензий, из которых 90 % — положительные. На Metacritic рейтинг картины составил 75 из 100 на основе 27 обзоров. Оценка зрителей на сайте IMDb — 6,8 баллов из 10, на КиноПоиске — 5,9 из 10.
В своем обзоре критик Роджер Эберт высоко оценил использование в фильме развития персонажей и игру Бойеги. Христос Тилли из IGN дал фильму четыре звезды, заявив: «В результате получился фильм, в котором умело сочетаются жанры, создавая совершенно уникальный и полностью занимательный кинематографический опыт». Христос Тилли из IGN дал фильму 4 звезды, заявив: «Корниш режиссирует с уверенностью опытного профессионала». Бен Роусон-Джонс из Digital Spy также присвоил фильму 4 звезды из 5, заявив: «это именно такой отчетливо доморощенный продукт, который должна производить британская киноиндустрия». Том Филип, пишущий для GQ , охарактеризовал фильм как «один из самых уверенно поставленных дебютных полнометражных фильмов за последнее время» и сказал, что он «по-прежнему выделяется как один из лучших жанровых гибридных фильмов десятилетия».